# Siân Berry

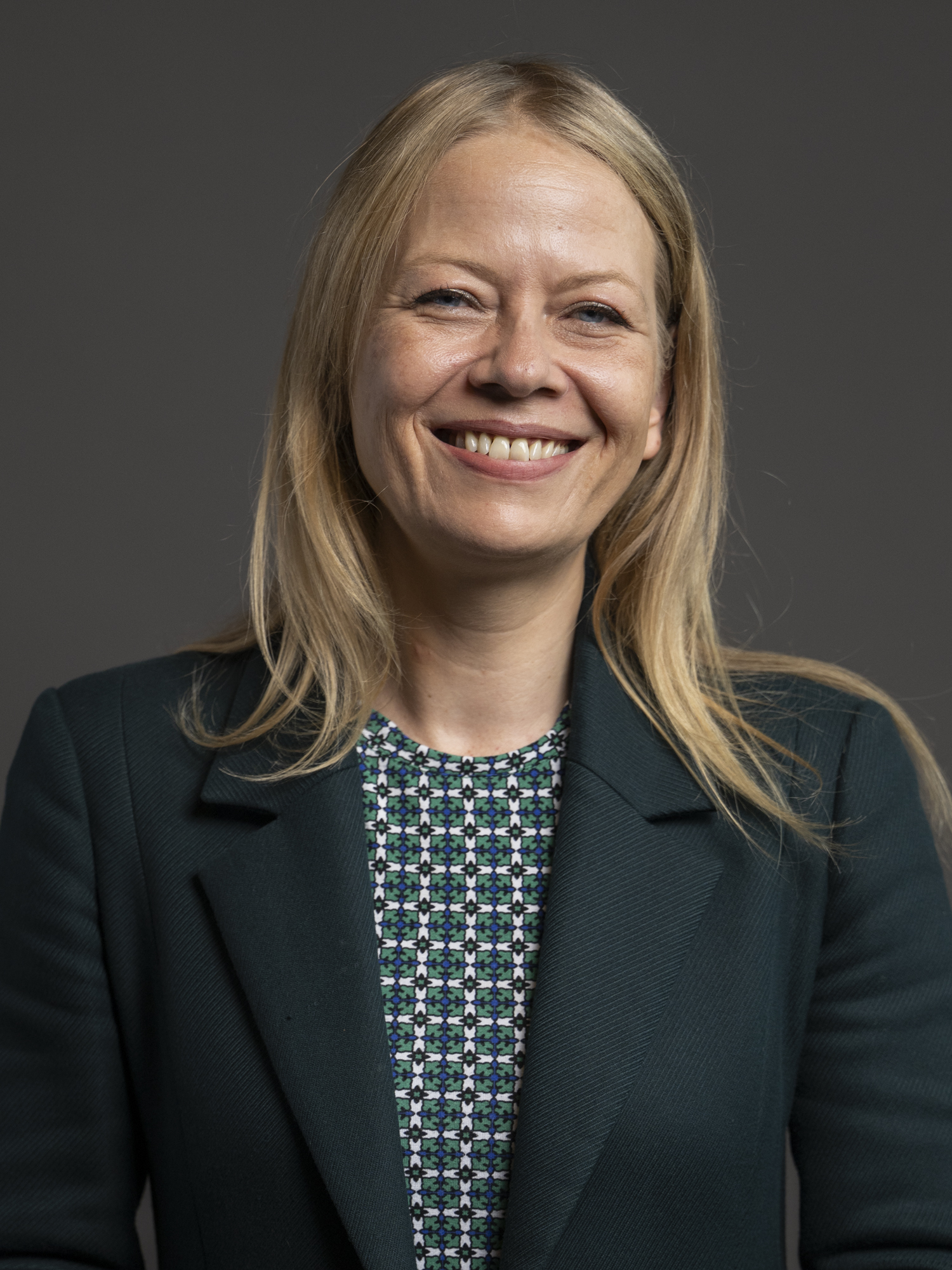
Siân Berry (2024)

Siân Rebecca Berry (* 9. Juli 1974 in Cheltenham) ist eine britische Politikerin (Green Party of England and Wales). Seit 2024 ist sie Abgeordnete im britischen Unterhaus.

## Beruf und Privates
Berry wuchs in Cheltenham in Gloucestershire im Südwesten Englands auf und besuchte dort die Pate’s Grammar School, wo ihre Eltern als Lehrer arbeiteten. Später begann sie den Studiengang Metallurgy and the Science of Materials am Trinity College der University of Oxford, den sie mit einem Master of Engineering abschloss.
Berry zog 1997 nach London und arbeitete unter anderem als Texterin und Projektmanagerin. Für ihre Unterhauskandidatur 2024 zog sie nach Brighton.

## Politik

### Partei
Im Jahr 2002 trat Berry der Green Party of England and Wales bei.  Von 2006 bis 2007 war sie Principal Speaker der Partei, ein Verläufer der 2008 eingeführten Rolle des (Co-)Parteivorsitzenden. Von 2018 bis 2021 war sie eine der beiden Parteivorsitzenden neben Jonathan Bartley. Ihr Rücktritt 2021 erfolgte auch aus Protest gegenüber transfeindlichen Positionen in ihrer Partei.

### Londoner Kommunalpolitik
Von 2014 bis 2023 war sie Mitglied des Camden Council als eine von drei Vertretern des Highgate ward. Sie trat insgesamt dreimal als Londoner Bürgermeisterkandidatin an: 2008 landete sie mit 77.374 Stimmen (3,2 %) auf dem vierten Platz hinter Boris Johnson; 2016 und 2021 erreichte sie jeweils den dritten Platz mit 150.673 (5,8 %) bzw. 197.976 Stimmen (7,8 %) Stimmen, Wahlgewinner war Sadiq Khan. Von 2016 bis 2024 war sie Mitglied der London Assembly. Bei der Wahl 2024 wurde sie zwar erneut wieder gewählt, verzichtete aber aufgrund ihrer Unterhaus-Kandidatur auf ihr Mandat zugunsten von Zoë Garbett, welche als Bürgermeisterkandidatin angetreten war; für diesen Schritt wurde sie von mehreren Labour-Unterhausabgeordneten kritisiert.

### Britisches Unterhaus
Bei der Unterhauswahl 2024 gewann sie im Wahlkreis Brighton Pavilion mit 55,0 % der Stimmen einen Sitz im House of Commons, nachdem ihre Parteikollegin Caroline Lucas, die seit 2010 diesen Sitz gehalten hatte, nicht erneut angetreten war.